# 슈퍼 가루다 실드
슈퍼 가루다 실드(구 명칭: 가루다 실드)는 미군, 인도네시아군 및 여러 협력국 간에 2주간 진행되는 다국적 군사연습이다. 이 연합 연습의 목적은 군사 역량, 상호 운용성, 그리고 자유롭고 개방적인 인도-태평양에 대한 집단적 약속을 강화함으로써 인도-태평양 지역 내 관계를 유지하고 평화와 안보를 강화하는 것이다. 이 연합 연습은 2007년부터 매년 인도네시아에서 진행된다.

## 개요
2007년에 처음 시작된 가루다 실드는 미국과 인도네시아 육군 간의 군사 역량 및 협력을 향상시키기 위해 고안되었다. 이는 미국과 인도네시아 간의 양자 훈련으로 시작되었으며, 군사 훈련 및 상호 운용성의 특정 측면에 중점을 두었다.
수년간 이 훈련은 다른 국가와 군사 부문을 포함하여 다국적 연합군 훈련으로 확장되었다. 이 훈련은 인도-태평양 지역에서 인도네시아의 전략적 중요성이 증대되고 있으며, 군사 협력을 통해 인도네시아와의 관계를 강화하려는 미국의 관심을 반영한다.
현재의 슈퍼 가루다 실드는 군사 역량, 상호 운용성, 그리고 자유롭고 개방적인 인도-태평양에 대한 집단적 약속을 강화하는 것을 포함하여 인도-태평양 지역 내 관계 강화를 강조한다. 이 훈련에는 일반적으로 야전 훈련, 지휘소 훈련, 인도적 민간 활동 프로젝트가 포함된다.

## 가루다 실드 2007

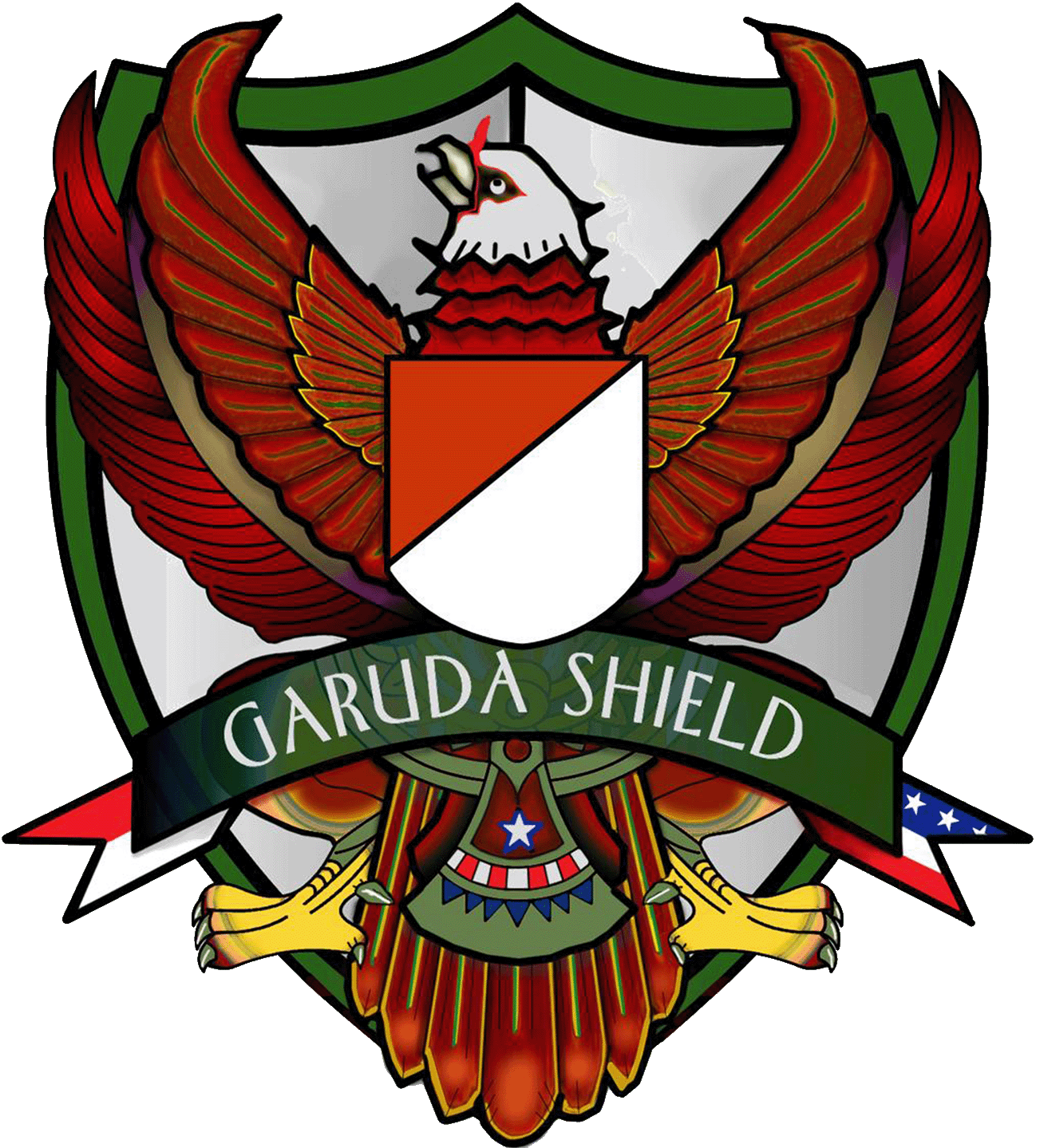
가루다 실드 2007 로고.

가루다 실드 2007(GS-1/2007) 개막식은 2007년 4월 16일 서자와주 보고르 살락 호텔에서 인도네시아 육군과 미 육군의 협조로 진행되었으며, 인도네시아 육군 참모총장 조코 산토소 장군과 미국 태평양 육군 사령관 존 M. 브라운 3세 중장이 참석했다.
훈련은 2007년 4월 16일부터 27일까지 인도네시아 서자와주 칠로동 코스트라드 제1보병사단 본부에서 인도네시아 육군 장교 72명과 미국 태평양 육군 미군 80명이 참가하여 진행되었다. 이 훈련은 유엔(UN) 평화 유지 작전을 지원하기 위한 연합 여단급 참모 장교들의 협력 및 조율 능력을 향상시키는 것을 목표로 한다.
가루다 실드 2007 훈련은 인도네시아에서 개최된 지휘소 훈련의 연속으로, 평화 지원 및 민군 작전 능력 향상에 중점을 두었다. 이 계획은 아시아-태평양 지역의 평화, 안보, 안정 유지를 위한 인도네시아와 미국의 공동 목표에 따라 추진되었다.

## 가루다 실드 2008
인도네시아 육군과 미국 태평양 육군 (USARPAC) 간의 가루다 실드 2008 (GS-2/2008) 연합 훈련은 2008년 3월 31일 중앙자카르타 보로부두르 호텔 티모르 볼룸에서 공식 개막되었으며, 인도네시아 육군 자카르타 군사 지역 사령부 사령관 요한네스 수료 프라보워 소장과 미국 태평양 육군 부사령관 알렉산더 I. 코즐로프 준장이 이끌었다.
미국 측에서는 하와이 주방위군의 제9임무지원사령부 (MSC), 미국 태평양 육군 (USARPAC)의 제29여단에서 비사관에서 준장 계급까지 총 108명의 병력이 연합 훈련에 참가했고, 인도네시아 측에서는 자카르타 군사 지역 사령부 여단급 부대에서 총 100명의 병력이 참가했다.
이 연합 훈련은 2008년 3월 29일부터 2008년 4월 11일까지 진행되었다. 훈련 내용은 전쟁 이외의 군사 작전의 일환으로 분쟁 지역에서의 평화 지원 임무 수행에 있어서 참모진 협력 시뮬레이션으로 구성되었다. 이는 유엔 평화 유지 작전 지원을 위한 연합 여단급 참모진의 협력 및 조율 능력을 향상시키는 데 중점을 두고 인도네시아 육군과 미국 태평양 육군 간의 군사 협력을 구축하는 것을 목표로 한다.

## 가루다 실드 2009

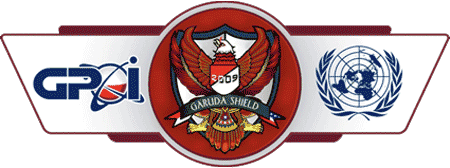
가루다 실드 2009 로고

가루다 실드 연합 훈련은 올해로 3년째를 맞이했다. 이 연합 훈련은 인도네시아 서자와주 반둥에서 열렸다. 이는 미군(USPACOM)과 인도네시아 육군이 공동 후원하는 지속적인 공동 노력의 일환으로, 인도네시아군에 지원과 훈련을 제공하고, 미국과 인도네시아의 안보 목표를 지원하며, 글로벌 평화 유지 작전 이니셔티브의 모든 수준에서 인도네시아 교관의 자격을 부여하는 것을 목표로 한다. 여러 다른 국가들도 훈련에 초청되었다. 다음 국가들이 참가했다.
- 오스트레일리아
- 방글라데시
- 브라질
- 브루나이
- 캄보디아
- 캐나다
- 중국
- 프랑스
- 독일
- 인도
- 이탈리아
- 일본
- 말레이시아
- 몽골
- 네팔
- 뉴질랜드
- 필리핀
- 러시아
- 스리랑카
- 대한민국
- 타이
- 통가
- 영국
- 베트남.

## 가루다 실드 2010

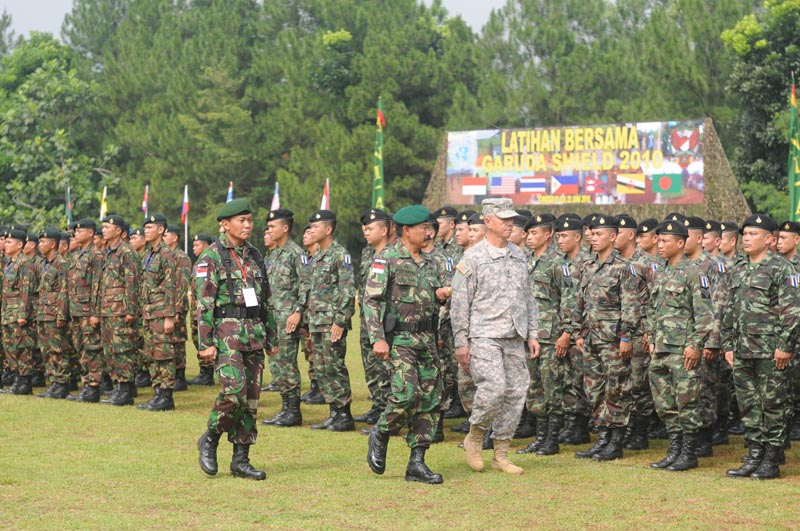
노노 물리노 대령, 소에나르코 소장, 로버트 G.F. 리 소장이 가루다 실드 2010 개회식에서 6개국을 대표하는 1,100여 명의 병력을 사열했다.

가루다 실드 2010은 2010년 6월 인도네시아 반둥 치파타트에서 개최되었다. 훈련의 일환으로 태평양 사령부, HIARNG, 미국 태평양 육군, 인도네시아군의 참모진이 여단을 구성하여 평화 지원 및 안정화 작전 능력을 시험했다. 다른 부대들은 유엔 표준화된 조직 전술, 기술 및 절차를 교환하여 전술적 상호 운용성을 향상시키기 위한 야전 훈련을 진행 중이다. 한편, 공병대는 인도네시아 농촌 지역에서 인도적 민간 활동 (HCA)을 제공하고 있다. 매일 수많은 아이들이 공사 현장을 돌아다니며 진행 상황을 지켜본다. 공병 협력자들은 아기 클리닉, 커뮤니티 센터, 원형 극장 건설을 빠르게 진행하고 있다. 참가국은 다음과 같다.
- 인도네시아
- 미국
- 타이
- 필리핀
- 네팔
- 브루나이
- 방글라데시

## 가루다 실드 2011

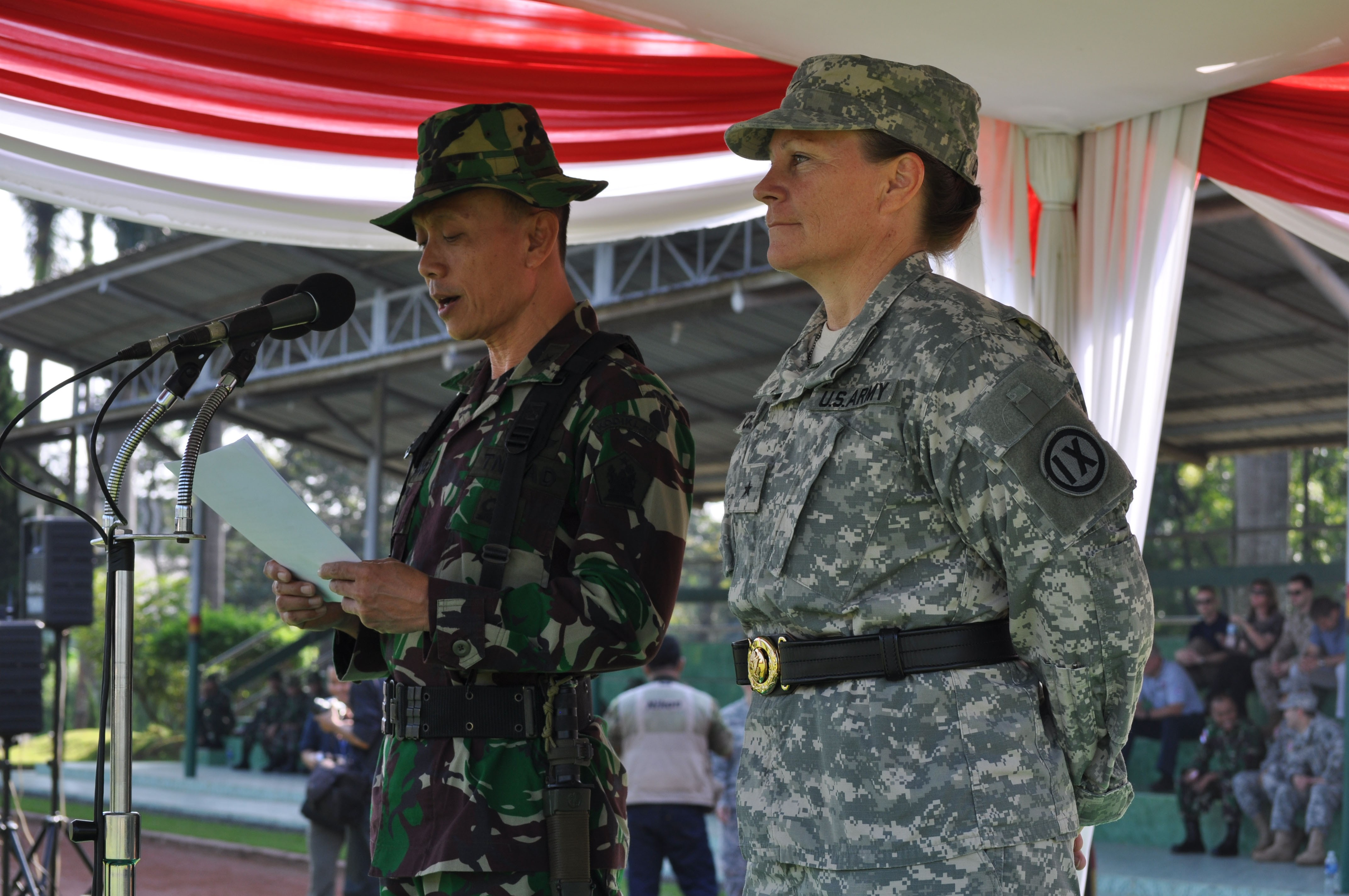
제9임무지원사령부 사령관 미셸 G. 컴프턴 준장과 인도네시아 육군 훈련 및 교리 사령부 훈련 감독 물리노 준장이 가루다 실드 2011 개막식 연설을 하고 있다.

가루다 실드 2011은 지휘소 훈련, 야전 훈련, 인도적 민간 활동 프로젝트의 세 가지 주요 구성 요소에 중점을 둔 연례 양자 훈련으로 돌아왔다. 가루다 실드 2011 개막식은 2011년 6월 10일 서자와주 보고르 푸스딕지 육군 교육훈련사령부 공병훈련센터에서 열렸다.
개막식에서 제9임무지원사령부 사령관 미셸 G. 컴프턴 준장은 부대원들을 환영하며 지역적으로 중요한 훈련 행사의 중요성을 설명했다.
컴프턴은 "가루다 실드는 인도네시아 육군과 미 육군이 함께 학습 환경에서 경험과 교훈을 공유할 기회이다. 이 훈련에서 동등하게 중요한 것은 긴밀한 우정을 형성하고 유지하며, 서로의 관습에 대한 지속적인 이해를 얻을 기회이다"라고 말했다.
631명의 인도네시아 육군 병력과 141명의 미국 태평양 육군 병력이 참가한 12일간의 훈련은 훈련생들의 상호 운용성을 향상시키고 UN 파병국을 위한 역량 강화 시설을 준비하는 것을 목표로 한다. 인도네시아 육군 교리, 교육 및 훈련 개발 사령부 (Kodiklat TNI-AD) 훈련 국장 준장 물요노는 양국 간의 연합 군사 훈련이 유엔 평화 유지 작전에서의 협력을 확고히 하기 위해 수행되었다고 말했다. 그는 올해 보고르에서 정기적으로 개최되는 연례 훈련에 인도네시아 지상군과 미국 태평양 육군, 즉 미국 육군의 육군 구성군 사령부이자 미국 태평양 사령부의 육군 구성군 부대가 참가했다고 말했다.
물요노는 "이러한 훈련은 인도네시아가 UN 평화 유지 임무에 자주 참여하기 때문에 다섯 번째로 진행되는 훈련이다"라고 말했다.
그는 "가루다 실드" 훈련은 일반적으로 양국 지상군 간의 관계를 강화하는 것을 목표로 한다고 덧붙였다.
"미국과의 연합 훈련은 평화 유지 작전 역학에 직면하여 인도네시아와 미국의 훈련 시스템을 통합하는 방법에 있어 큰 이점이 있다"라고 물요노는 말했다. 가루다 실드 2011은 2011년 6월 22일에 종료되었다.

## 가루다 실드 2012
인도네시아 육군(TNI AD)과 미국 태평양 육군(USARPAC) 간의 가루다 실드 2012 개막식은 2012년 6월 11일 월요일 동자와주 말랑 리젠시 싱고사리에 위치한 코스트라드 제2보병사단 본부에서 열렸다.
TNI 무니르 중장은 이 연합 훈련에 456명의 인도네시아 육군 병력과 104명의 미국 태평양 육군 병력이 참가했다고 밝혔다. 수행될 활동에는 Rindam Brawijaya PLDC에서 진행될 지휘소 훈련과 말랑 라왕 Rindam V Brawijaya 시도다디 훈련 지역에서 진행될 야전 훈련, 그리고 파수루안 푸르워사리에서 진행될 Karya Bhakti (ENCAP)가 포함된다.
하와이 힐로에 본부를 둔 제411공병대대 제871공병중대의 미 육군 예비역 병사들과 인도네시아 육군(Tentara National Indonesia Angkatan Darat, TNI-AD)의 병사들은 가루다 실드 2012의 일환으로 인도네시아 말랑에서 지역 사회 센터를 건설하기 위해 나란히 협력하면서 두 가지 임무를 모두 수행하고 있다.
6년째를 맞이한 가루다 실드는 인도네시아 육군과 미 육군 간의 연합 훈련으로, 양군 모두의 평화 유지, 안정화 작전 및 재난 구호 능력을 향상시킨다. 훈련의 주요 부분은 지역 사회 센터 건설 프로젝트와 말랑의 같은 지역에 있는 가족 복지 센터를 개조하는 자매 프로젝트이다.
가루다 실드 2012는 2012년 6월 22일에 종료되었다.

## 가루다 실드 2013
2013년 6월 10일, 인도네시아 육군과 미 육군은 인도네시아 서자와주 데폭의 코스트라드 제1보병사단 본부에서 가루다 실드 2013 개막식을 개최했다. 스콧 마르시엘 인도네시아 공화국 주재 미국 대사, 훈련 공동 지휘관인 게리 하라 미국 태평양 육군(USARPAC) 육군 방위군 부사령관, 다니엘 암바트 코스트라드 제1사단장이 식전 연설을 했다.
가루다 실드 2013은 2013년 6월 10일부터 21일까지 12일간 진행되었다. 미국 태평양 육군(USARPAC) 육군 방위군 부사령관 게리 M. 하라는 312명의 미군 병력이 훈련에 참가했으며, 인도네시아에서는 300명의 병력이 참가했다고 밝혔다. 훈련에는 유엔 시나리오에 기반한 연합 여단급 지휘소 훈련 계획 및 실행과 구조 작전 시나리오에 기반한 야전 훈련이 포함되었다. 훈련에는 미국 태평양 육군(USARPAC); 인도네시아 육군(TNI-AD), 코스트라드 제1사단; 제82공수사단 제504공수보병연대 제1대대; 그리고 인도네시아 육군 제17공수여단 병력이 참가했다.
일련의 공수 낙하와 함께 약 500명의 양국 공수부대원들이 훈련 기간 동안 보병 훈련 및 작전을 수행했다. 이 훈련은 유엔 평화 지원 작전에 기여할 각 군대의 능력을 개발하고, 양국 간의 증가하는 군사 관계를 강화하는 데 중점을 두었다.

## 가루다 실드 2014

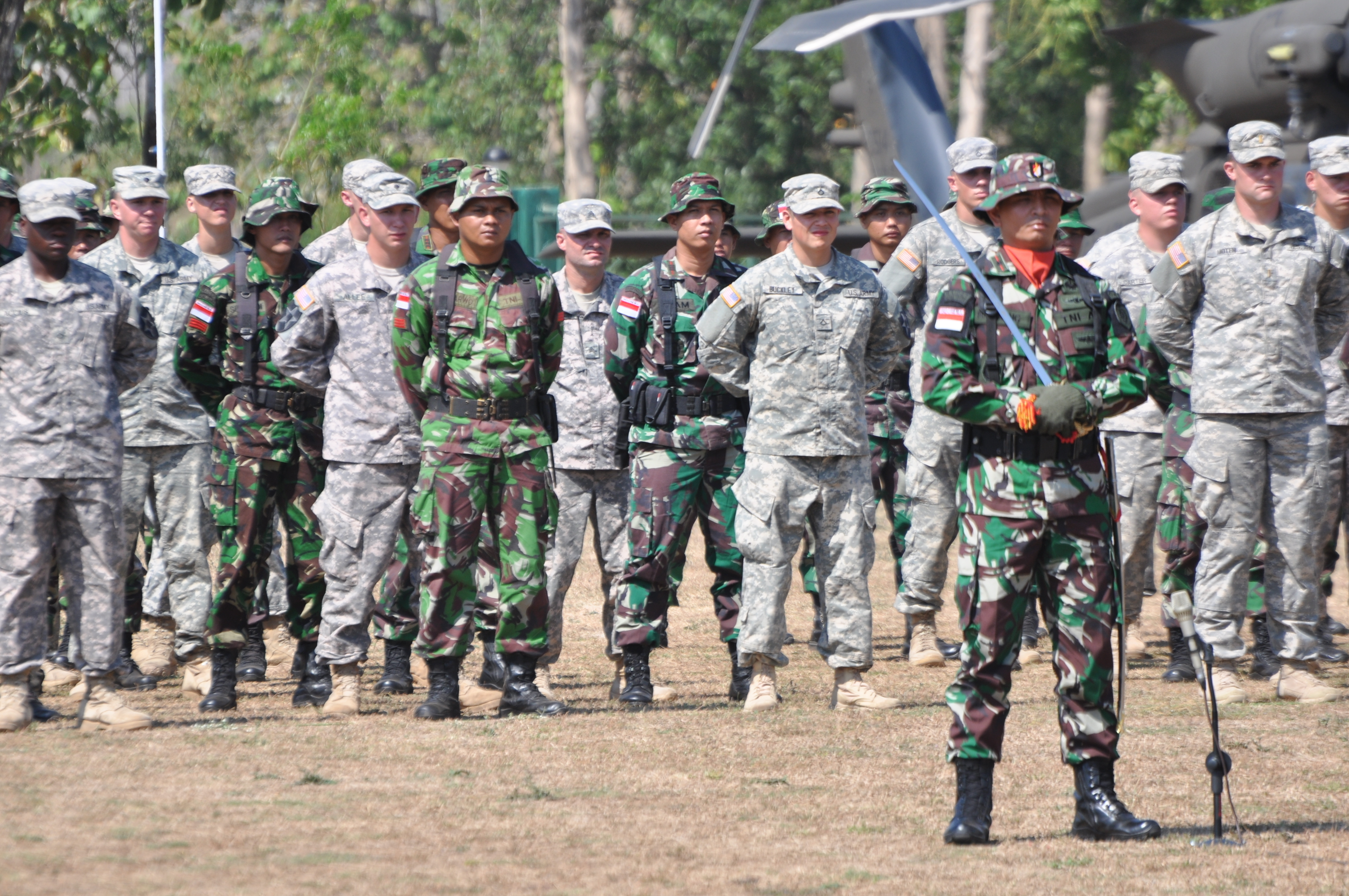
가루다 실드 2014 개막식, 2014년 9월 1일.

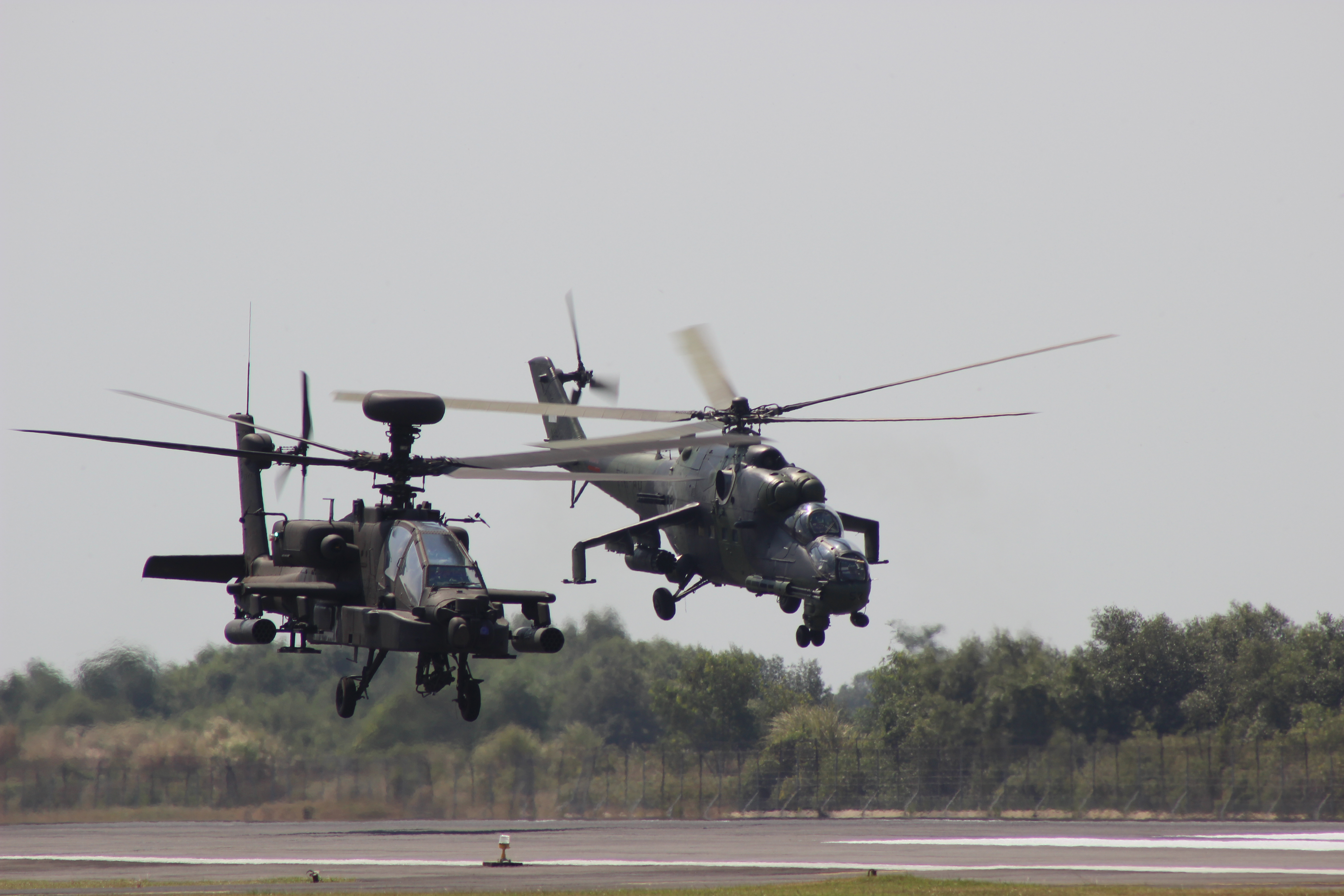
가루다 실드 2014 기간 중 미 육군 AH-64E 아파치 가디언과 인도네시아 육군 Mi-35 공격 헬리콥터, 2014년 9월 9일.

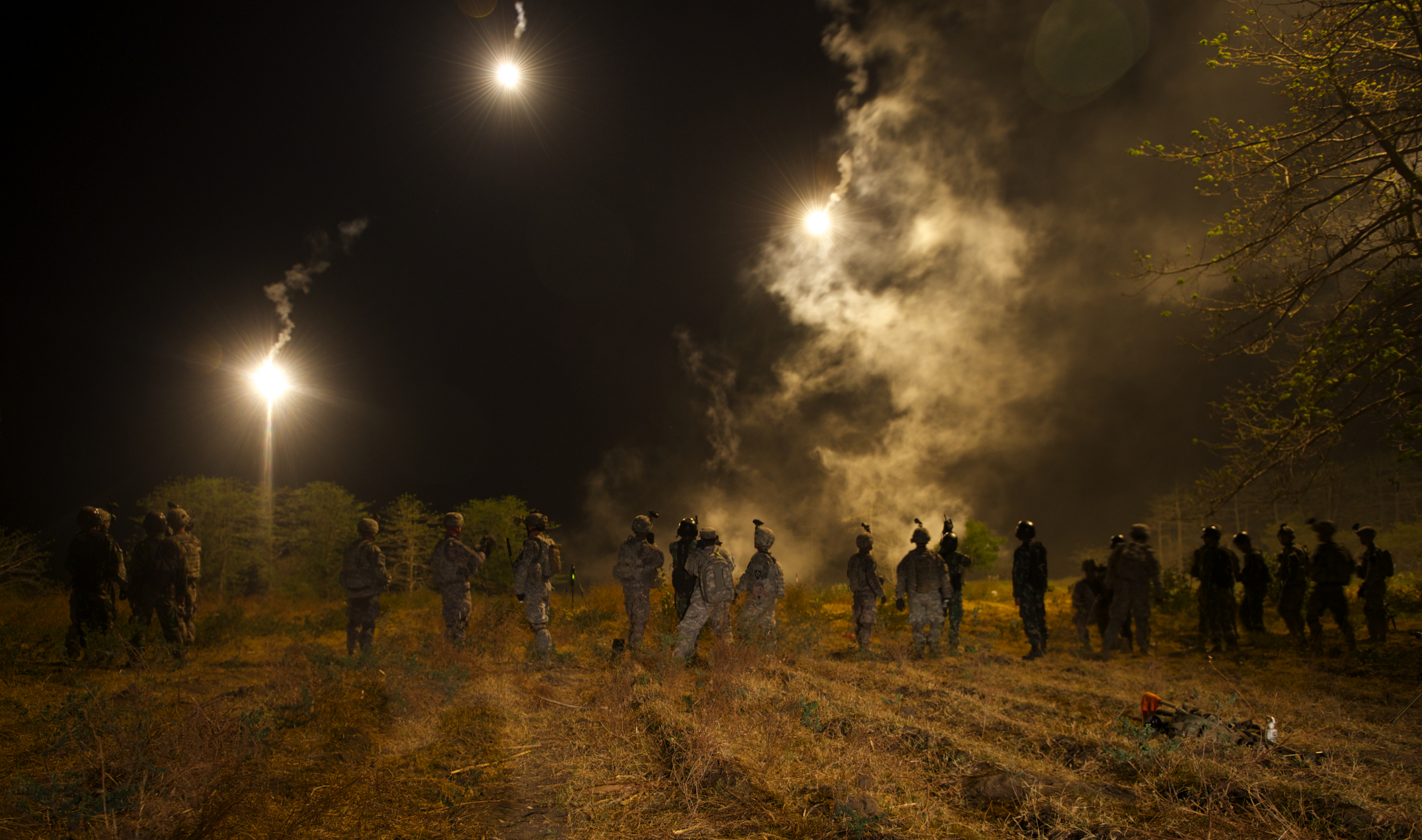
미군과 인도네시아 육군이 가루다 실드 2014 기간 중 박격포 훈련을 실시했다, 2014년 9월 19일.

2014년 가루다 실드 훈련 개막식은 2014년 9월 1일 시투본도 도디클라트푸르 린다마 V/BRW 아셈바구스에서 열렸으며, 아궁 밤부디 대령(댄브리프 6/2/K)이 훈련 사령관으로 이끄는 코스트라드 병사 619명과 브리가디에 제너럴 르윈즈가 이끄는 미국 태평양 육군 (USARPAC) 병사 436명을 포함하여 약 1,055명의 병력이 참가했다.
이 연합 훈련은 2014년 9월 1일부터 30일까지 1개월간 시투본도 보병 훈련 교육대(Dodiklatpur) 린다마 V/브라위자야와 해병대 전투 훈련 센터(Puslatmar)에서 진행되었다. 워싱턴 주에 주둔한 제2사단 제2여단, 하와이 육군 방위군 제29보병여단 전투단, 제25보병사단 제25전투항공여단 병사들은 제2코스트라드 보병사단 인도네시아 육군 병사들과 함께 1개월간의 훈련을 실시하여 협력과 이해를 증진했다.
가루다 실드 2014 연합 훈련은 지휘 훈련 작전 훈련, 지휘소 훈련, 정글 야전 훈련, 전투 차량 및 항공 훈련, 연합군 화력 훈련, 의료, 그리고 사회 봉사 활동으로 구성되었다.

## 가루다 실드 2015

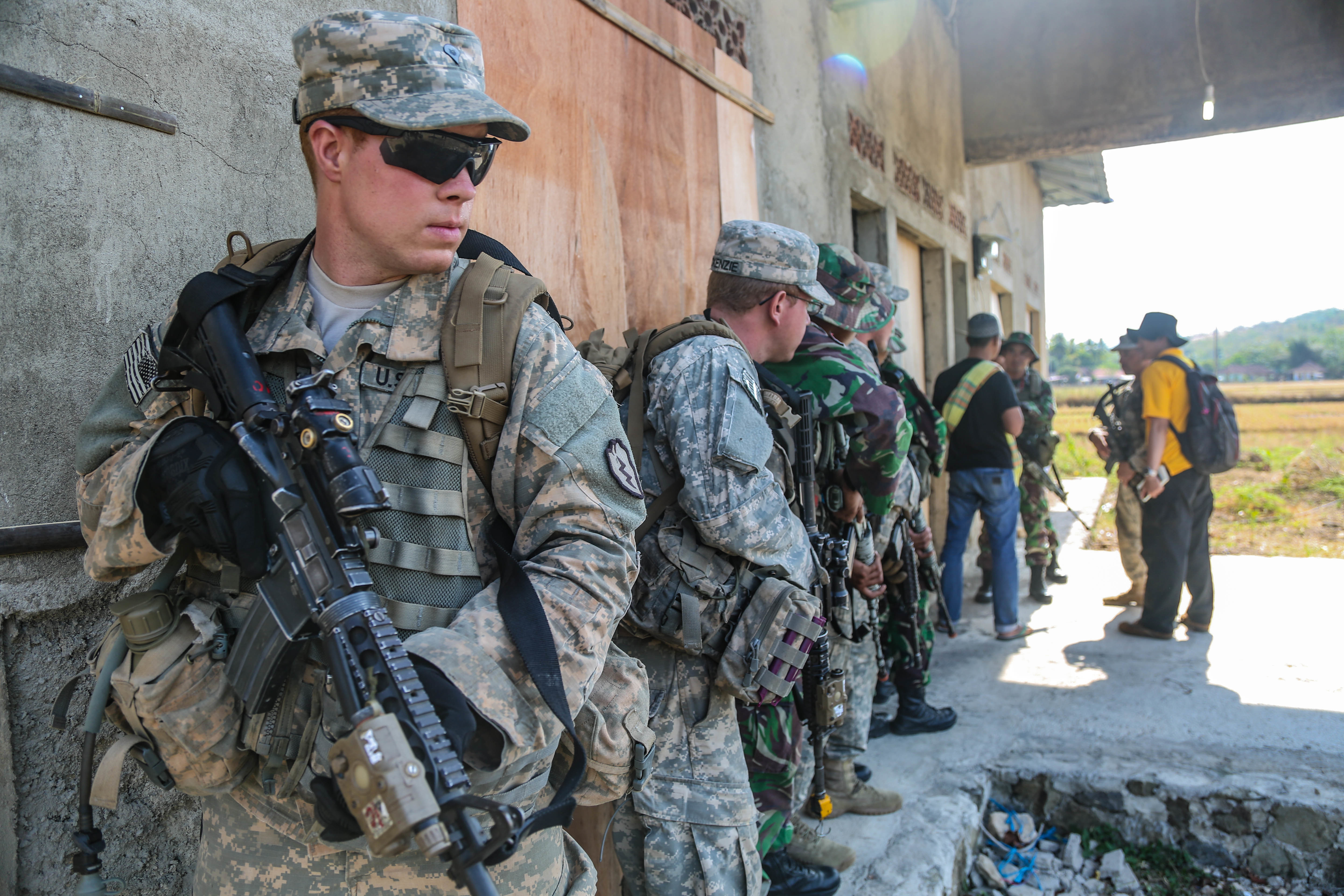
2015년 8월 21일 인도네시아 서자와주 시벤다에서 가루다 실드 2015 훈련 중 미국 육군 제25보병사단 제3보병여단 제27보병연대 B중대 병사들이 코스트라드 제1보병사단 인도네시아 육군 병사들과 함께 시가지 군사 작전을 수행하고 있다.

인도네시아 육군과 미국 육군 간의 가루다 실드 2015 연합 훈련은 2015년 8월 20일 수카부미 구눙 센툴 코스트라드 훈련장에서 군사 의식으로 공식적으로 시작되고 개막되었다. 의식의 사열관은 코스트라드 제1보병사단 참모총장 아구스 수하르디 준장과 제25보병사단 미국 태평양 육군 부사령관 게리 브리토 준장이었다.
가루다 실드 2015는 2015년 8월 20일부터 28일까지 진행되었다. 훈련은 의료/전술 전투 사상자 치료, 전투 순찰, 사격술, 시가지 군사 작전, 근접 전투 (CQB), 늪지 숲 순찰, 그리고 정글 및 해상 생존으로 구성되었다.

## 가루다 실드 2016
가루다 실드 2016 연합 훈련은 2016년 8월 1일부터 12일까지 시투본도 아셈바구스 전투 훈련 센터(Puslatpur)에서 코스트라드 레이더 대대와 미국 태평양 육군 소속 481명의 연합 군인들이 참가한 가운데 개최되었다.
양국 간의 연합 훈련 내용에는 지휘소 훈련, 급조폭발물(C-IED) 대응 훈련을 포함한 야전 훈련, 의료 훈련, 항공 훈련이 포함되었다.

## 가루다 실드 2017

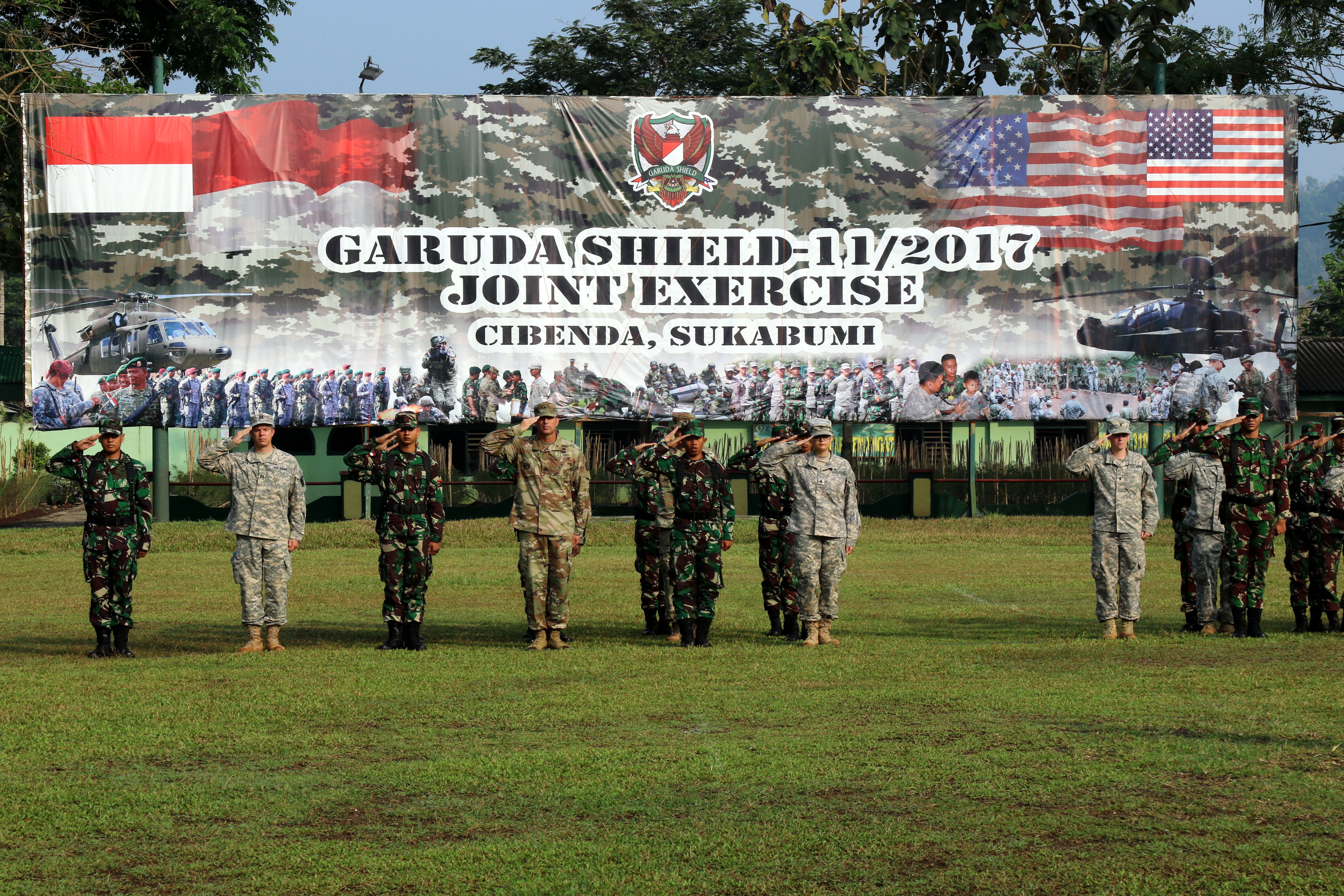
가루다 실드 2017 폐회식, 2017년 9월 29일.

인도네시아 육군과 미국 육군은 2017년 가루다 실드 훈련을 2017년 9월 18일부터 29일까지 11일 동안 서자와주 수카부미의 310대대 보병 기지(Mayonif 310/KK") Cikembar와 코스트라드 Cibenda 훈련장 두 곳에서 진행했다.
훈련에는 코스트라드 제1보병사단 소속 제303공수레이더보병대대(Yonif 303/SSM), 제13레이더보병여단(Brigif 13/1), 육군 항공대(Penerbad)에서 온 인도네시아 육군 병력 732명과 미국 태평양 육군(USARPAC), 제103보병사단, 미 육군 항공대에서 온 미군이 참가했다.
가루다 실드 2017 연합 훈련은 조기 진입 항공 전문가 교환(SMEE) 및 무인 항공 감시 SMEE, 항공 실사격 훈련(지상 및 연안), 지휘소 훈련, 연합 전술 작전 센터, 보병 중대 야전 훈련 및 실사격 훈련(LFX)으로 구성되었다. 이 훈련에는 양국 헬리콥터가 참가했으며, 인도네시아 육군은 Mi-35, Mi-17, Bell, Bolcow 전투 헬리콥터를, 미 육군은 블랙호크 및 아파치 헬리콥터를 배치했다.

## 가루다 실드 2018
제76보병여단 전투단 소속 인디애나 육군 방위군 병사들과 코스트라드 제2보병사단 소속 제9레이더보병여단 인도네시아 육군 병사들은 2018년 7월 29일 인도네시아 시투본도 전투 훈련 센터(Puslatpur)에서 가루다 실드 2018 개막식을 개최했다.
가루다 실드 2018 연합 훈련은 2018년 7월 30일부터 2018년 8월 10일까지 2주간 진행되었으며, 지휘 훈련 작전 훈련, 지휘소 훈련, 야전 훈련, 항공 및 의료, 그리고 지역 사회 봉사 활동을 포함했다.

## 가루다 실드 2019

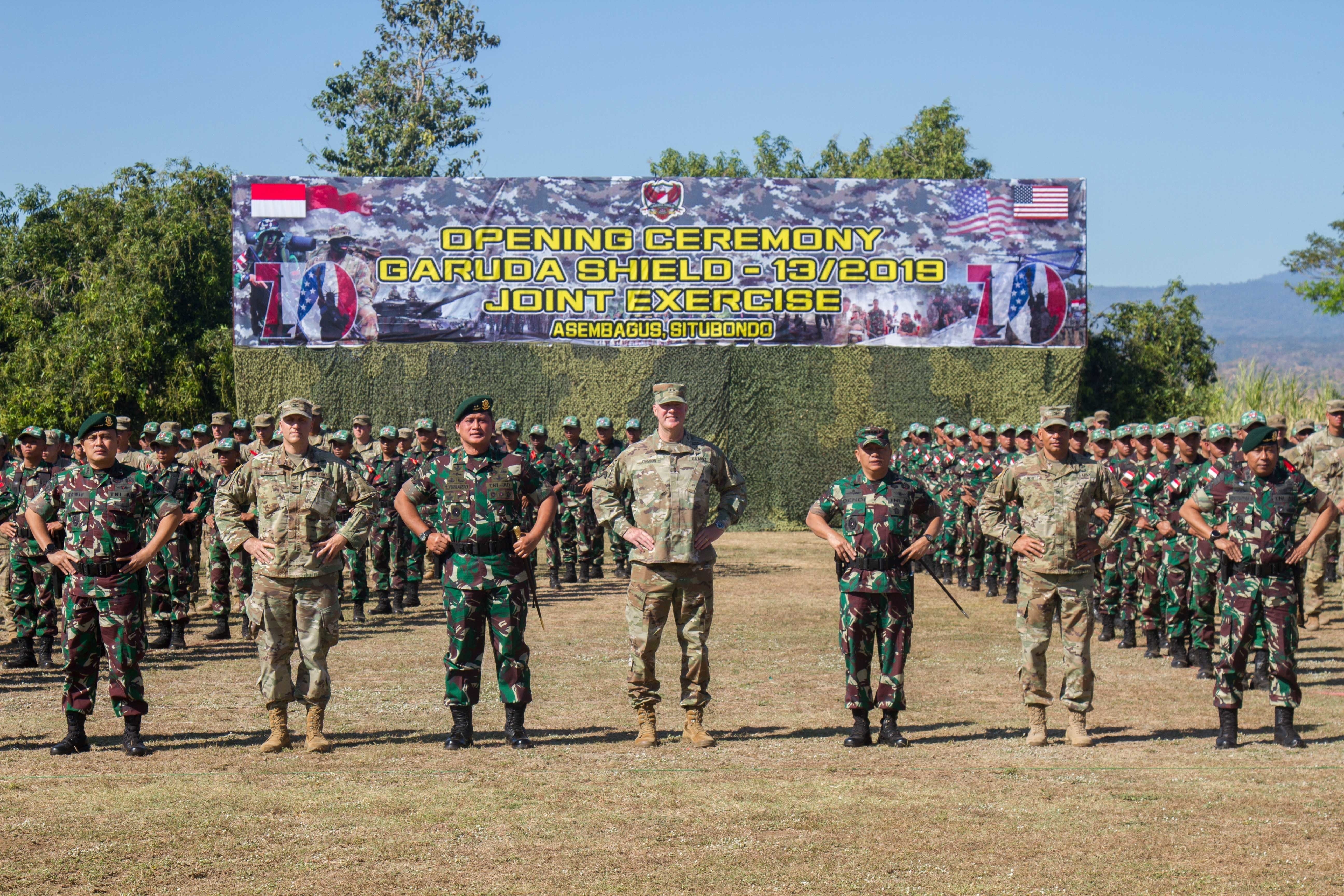
2019년 8월 19일 인도네시아 도디클라트푸르에서 열린 2019 가루다 실드 개막식에서 양군 지도자들이 미군과 인도네시아군의 대형 앞에서 단체 사진을 찍고 있다.

코스트라드 제2보병사단 소속 제9레이더보병여단 인도네시아 육군 병사들과 미국 태평양 육군(USARPAC) 소속 미군은 2019년 8월 19일 인도네시아 시투본도 아셈바구스 코담 V/Brw 훈련 및 전투 교육대(Dodiklatpur)에서 가루다 실드 2019 개막식을 개최했다. 이 연합 훈련은 2019년 8월 19일부터 30일까지 12일간 진행되었다.
가루다 실드 19 훈련에는 제25보병사단 소속 제2보병여단 전투단 제27보병연대 제1대대, 하와이의 미국 태평양 사령부, 일본의 제10지원단, 워싱턴의 제1군단, 그리고 미시간의 미국 육군 방위군 등 700명 이상의 미군 병력이 참가하여 인도-태평양 지역에서 가장 큰 양자 훈련 중 하나일 뿐만 아니라 미 육군 전체 병력을 진정으로 대표하는 훈련이 되었다.

## 가루다 실드 2020
가루다 실드 2020 (GS-14/2020)은 2020년 9월 9일에 개막되었다. 이 훈련은 코로나19로 인해 제한적으로 진행되었으며, 컨퍼런스(실내/컴퓨터 시뮬레이션 수업)를 통해 MDMP(군사 의사결정 과정) 훈련에 중점을 두었다.

## 가루다 실드 2021

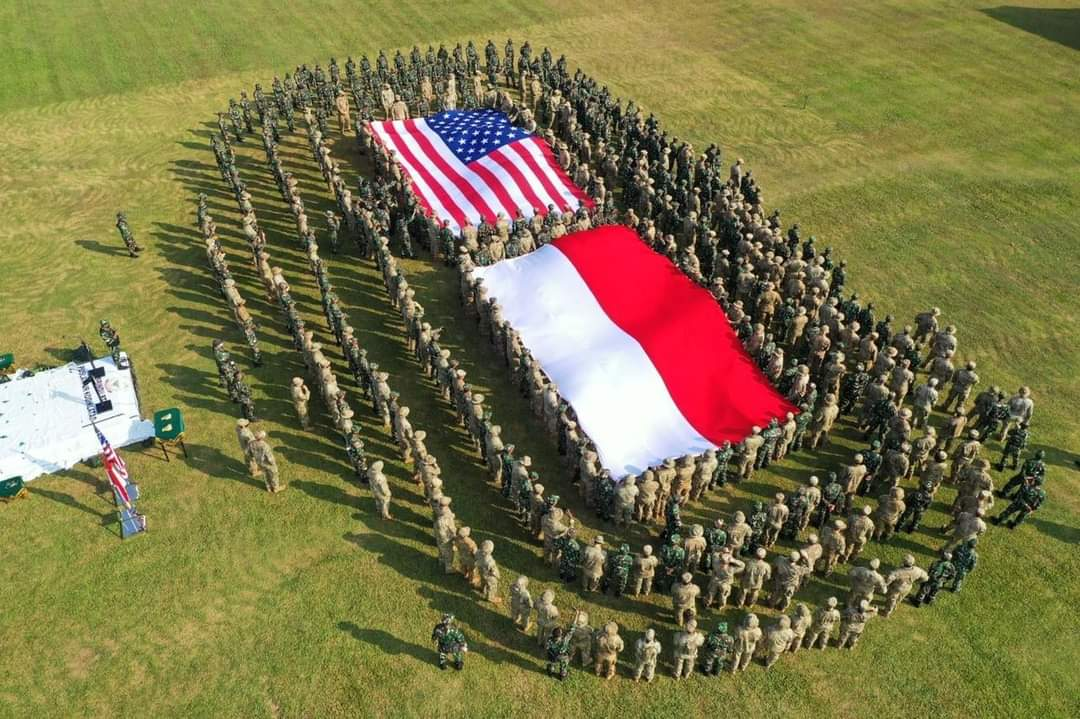
2021년 8월 6일 남수마트라 바투라자에서 열린 가루다 실드 2021 개막식.

가루다 실드 2021 개막식은 2021년 8월 4일에 열렸으며, 미국 태평양 육군 사령관 찰스 A. 플린 육군 대장과 인도네시아 육군 참모총장 안디카 페르카사 육군 대장이 남수마트라주 오간 코메링 울루 바투라자에 위치한 육군 코디클랏(전투 훈련 센터)에서 참석했다.
가루다 실드 2021 연합 훈련은 2021년 8월 4일부터 14일까지 진행되었으며, 2,161명의 인도네시아 육군 병력과 1,547명의 미군 병력이 참가했다. 이 훈련에서는 참모 훈련, 야전 훈련, 실사격 훈련, 항공 및 의료 훈련(Medex)과 함께 연합 교환 훈련 및 가루다 공수라는 두 가지 훈련 프로그램이 결합되어 진행되었다.

## 슈퍼 가루다 실드 2022

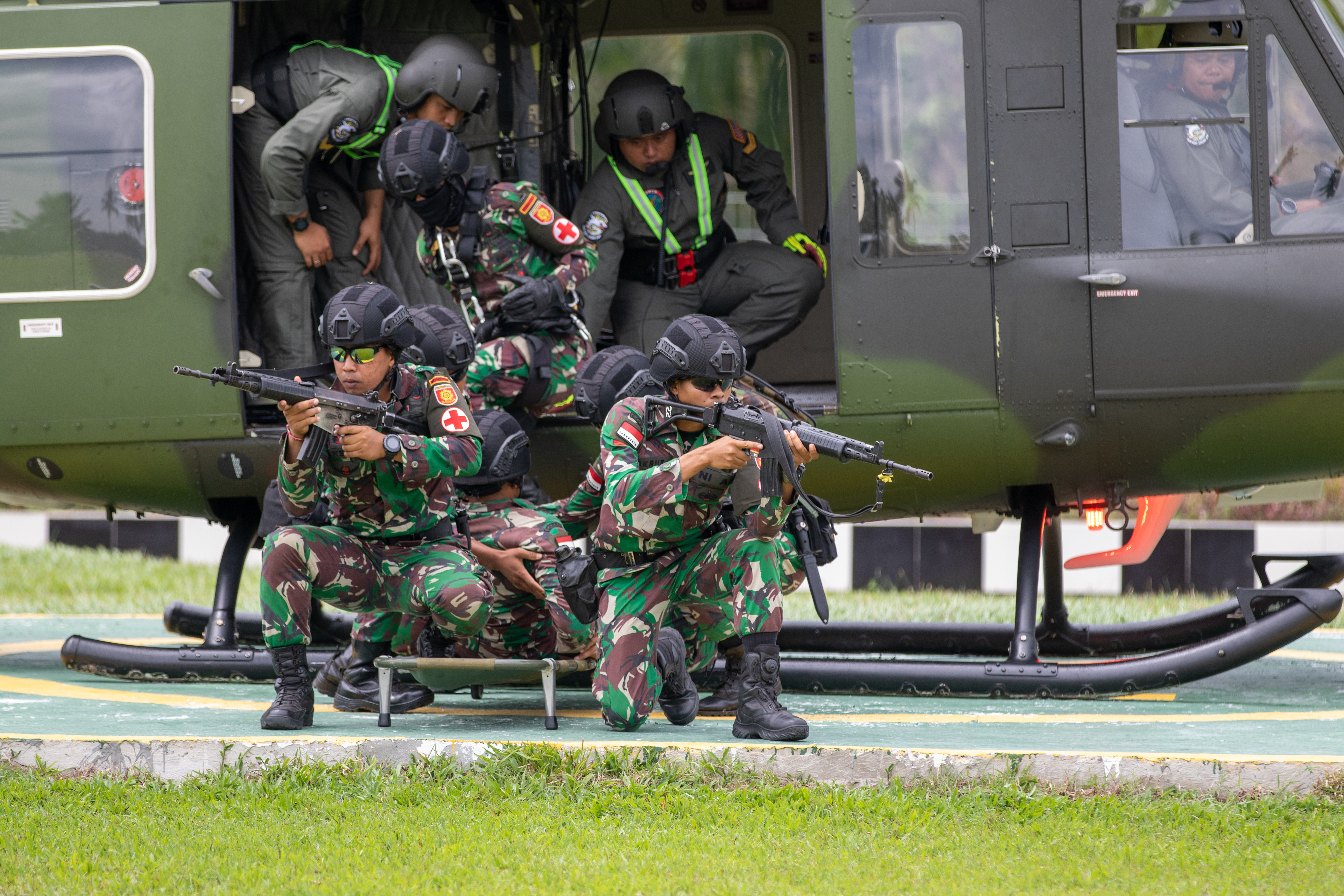
2022년 8월 1일 인도네시아 바투라자에서 슈퍼 가루다 실드 2022 훈련 중 인도네시아군 병사들이 실시간 호이스트 훈련을 실시하고 있다.

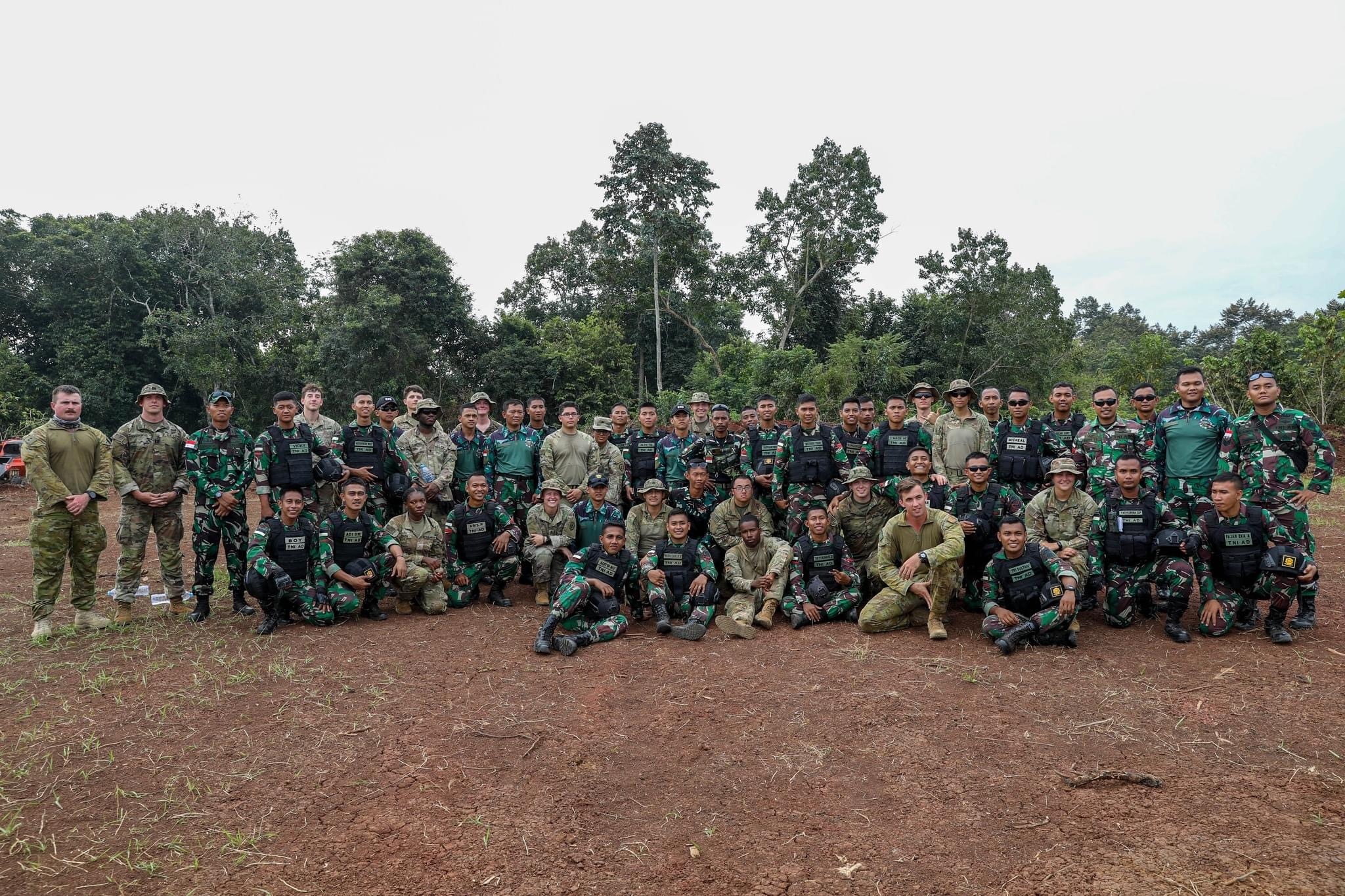
2022년 8월 5일, 호주 국방군 병사들이 처음으로 슈퍼 가루다 실드 다국적 훈련에 참가했다.

2022년 4월, 14개국이 참가하는 새로운 가루다 실드 연합 훈련이 발표되었는데, 이는 가루다 실드 창설 이래 가장 많은 참가국이 참가하는 훈련이 되었다.
슈퍼 가루다 실드 2022의 개막식은 2022년 8월 3일에 열렸으며, 미국 태평양 육군 사령관 찰스 플린 육군 대장과 인도네시아군 총사령관 안디카 페르카사 육군 대장이 인도네시아 남수마트라주 바투라자 전투 훈련 센터(Puslatpur)에서 참석했다.
훈련은 2022년 8월 3일부터 14일까지 4,000명 이상의 연합군 병력이 참가하여 진행되었으며, 처음으로 참가하는 호주, 싱가포르, 일본 육상자위대가 훈련을 지원했다. 그 외에도 캐나다, 프랑스, 인도, 말레이시아, 뉴질랜드, 대한민국, 파푸아뉴기니, 동티모르, 영국이 참관국으로 참가했다.
훈련은 야전 훈련, 의료 훈련, 연합군 실사격 훈련, 급조폭발물 대응, 폭발물 처리, 항공, 그리고 전문가 교환으로 구성되었다. 또한 연합 훈련으로는 상륙 훈련, 협동 배치, HIMARS 신속 침투/시저 신속 침투, 엄격한 비행장 작전, 공수 작전이 포함되었다.
| 슈퍼 가루다 실드 2022 협력국 | 슈퍼 가루다 실드 2022 협력국 | 슈퍼 가루다 실드 2022 협력국 | 슈퍼 가루다 실드 2022 협력국 |
| 국가                         | 역할                         | 총 병력 수 (약)              | 비고 및 참고 자료            |
| ---------------------------- | ---------------------------- | ---------------------------- | ---------------------------- |
| 인도네시아                   | 참가국                       | 3,455                        | [ 47 ] [ 49 ]                |
| 미국                         | 참가국                       | 1,377                        | [ 47 ] [ 49 ]                |
| 오스트레일리아               | 참가국                       | 91                           | [ 47 ] [ 51 ] [ 49 ]         |
| 싱가포르                     | 참가국                       | 52                           | [ 47 ] [ 49 ]                |
| 일본                         | 참가국                       | 110                          | [ 47 ] [ 49 ]                |
| 캐나다                       | 참관국                       | –                            | [ 47 ]                       |
| 프랑스                       | 참관국                       | –                            | [ 47 ]                       |
| 인도                         | 참관국                       | –                            | [ 47 ]                       |
| 말레이시아                   | 참관국                       | –                            | [ 47 ]                       |
| 뉴질랜드                     | 참관국                       | –                            | [ 47 ]                       |
| 대한민국                     | 참관국                       | –                            | [ 47 ]                       |
| 파푸아뉴기니                 | 참관국                       | –                            | [ 47 ]                       |
| 틀:나라자료 Timor Leste      | 참관국                       | –                            | [ 47 ]                       |
| 영국                         | 참관국                       | –                            | [ 47 ]                       |

## 슈퍼 가루다 실드 2023

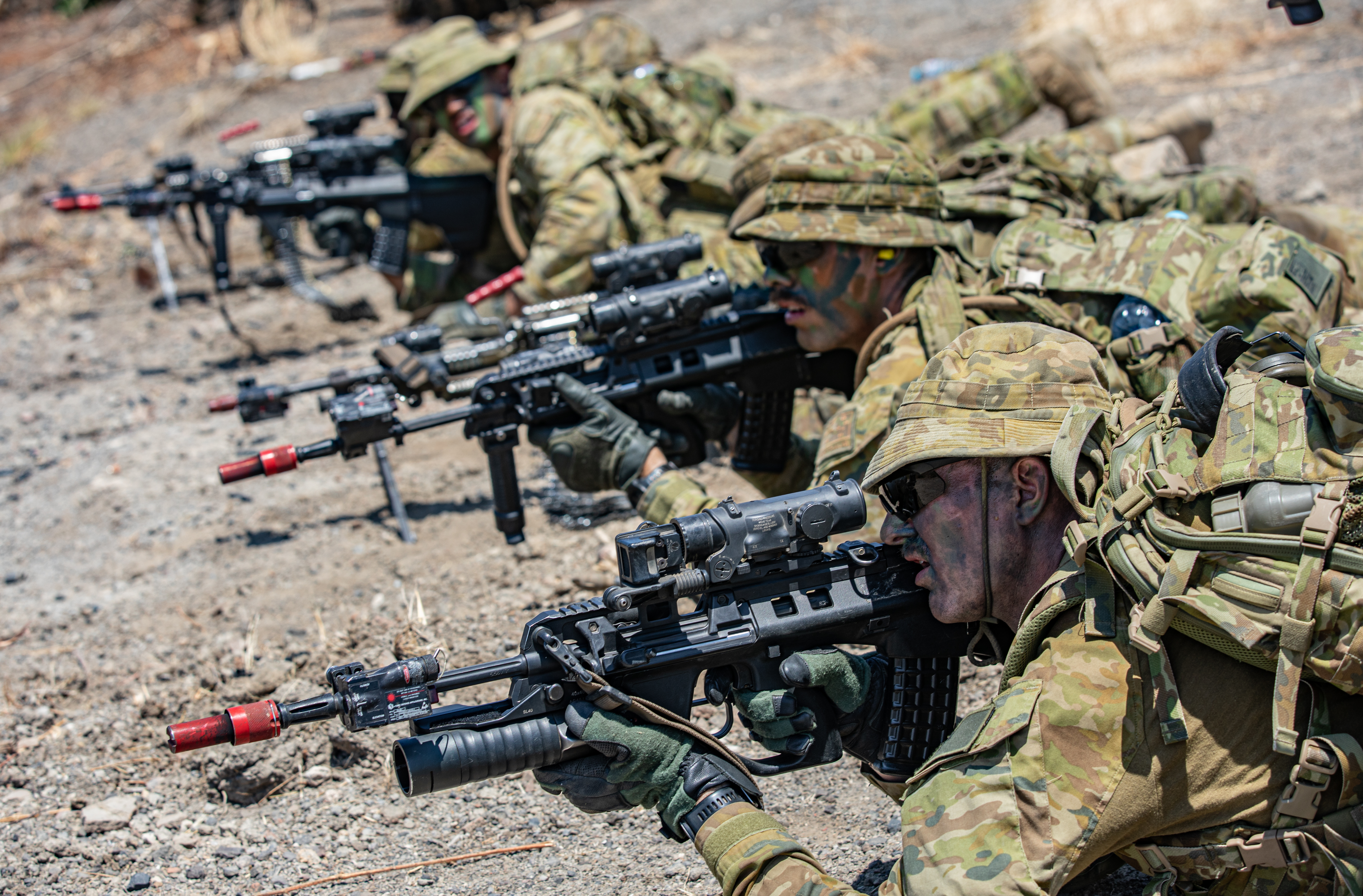
2023년 9월 6일 슈퍼 가루다 실드 2023 훈련 중 야전 훈련에서 호주 국방군 병사들이 지정된 무기로 적군을 조준하고 있다.

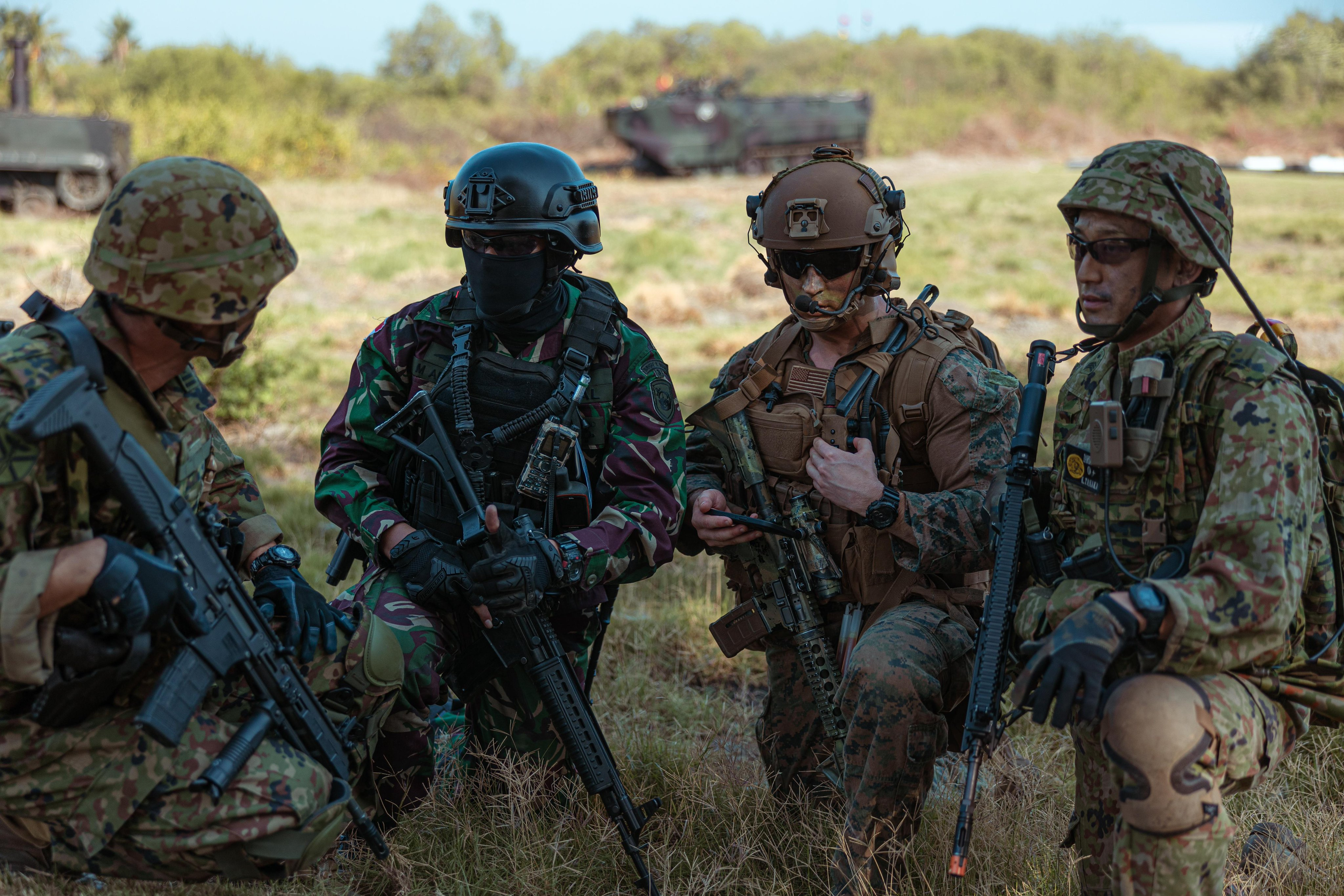
2023년 9월 10일 슈퍼 가루다 실드 2023 훈련 중 상륙 돌격에서 미 해병대, 일본 육상자위대, 인도네시아 해병대 병사들이 참가했다.

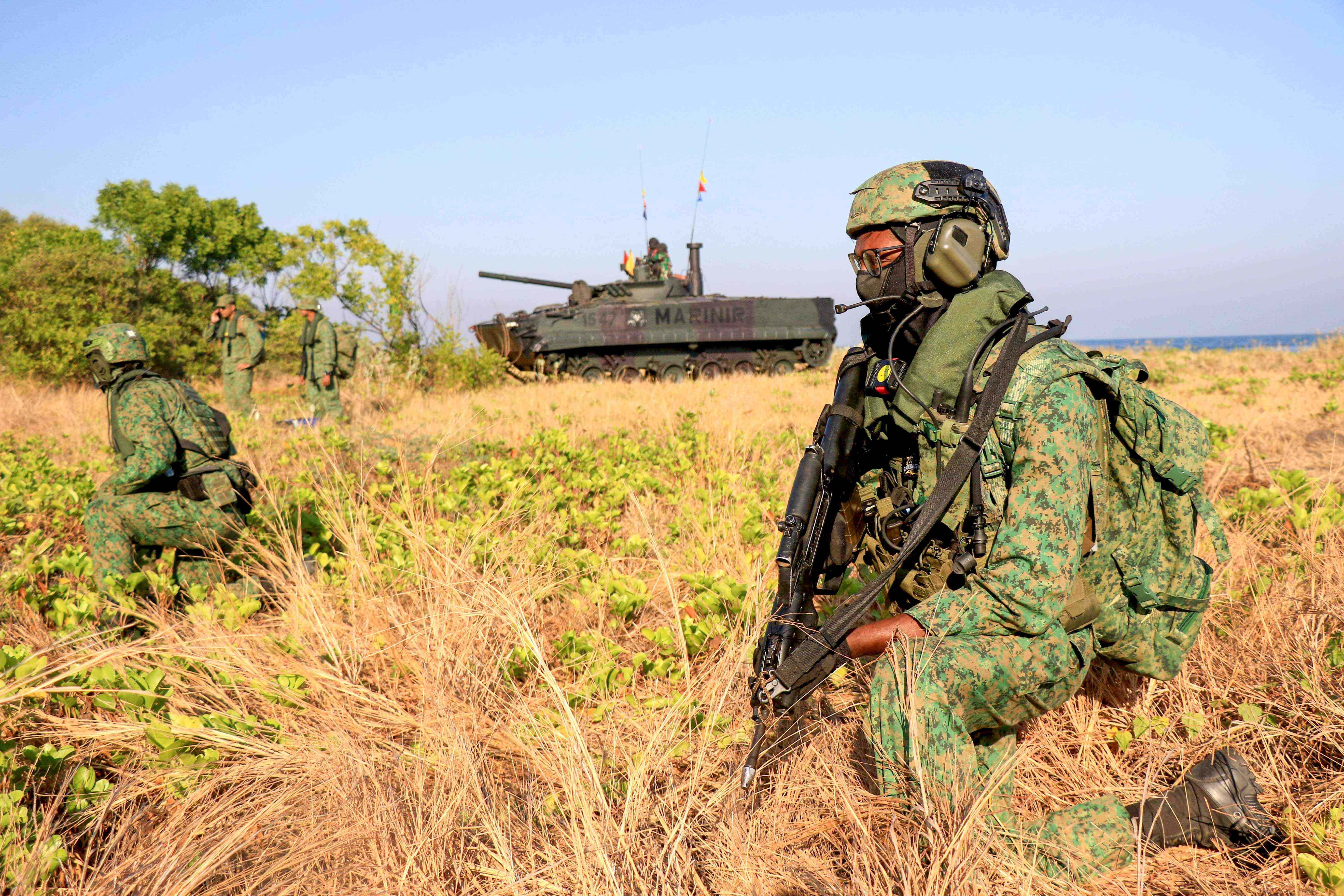
2023년 9월 10일 일요일, 동자와주 시투본도 발루란 제5해병대 전투 훈련 센터(Puslatpurmar) 바농안 해변에서 싱가포르군(SAF) 병사들이 슈퍼 가루다 실드(SGS) 2023 연합 훈련 중 LVT-7을 이용해 상륙 작전을 수행했다.

2023년 8월 31일, 슈퍼 가루다 실드 2023이 수라바야의 제2함대 사령부(Koarmada II) 전함 훈련 센터(Puslatkaprang)에서 에디 하리안토 해군 대령, 제2함대 사령부 해군 전투단 사령관, 미 육군 제8전구지원사령부 사령관 제러드 P. 헬윅 육군 소장의 지휘로 시작되었으며; 동자와주 발루란의 제5전투 훈련 센터(Puslatpur 5)에서는 유도 마르고노 인도네시아군 총사령관 해군 대장과 미국 육군 제1군단장 제이비어 브런슨 육군 중장이 참석했다. 정규 훈련 외에도 미국, 인도네시아, 영국, 호주 간의 참모 훈련도 진행되었다.
이 훈련은 2023년 8월 31일부터 9월 13일까지 진행되었으며, 7개국에서 5,000명 이상의 연합군 병력이 훈련을 지원하고, 다른 12개국이 참관국으로 참가했다.
훈련은 전문가 교환(SMEE) 및 공병 프로젝트(ENCAP); 연합 참모 훈련; 연합 야전 훈련(FTX): 정글 FTX, 시가지 군사 작전(MOUT), 해상 작전, 공수 돌격, 특수 작전; 엄격한 비행장; HIRAIN/C-RAIN; 상륙 돌격; 그리고 연합군 실사격 훈련(CALFEX)으로 구성되었다.
| 슈퍼 가루다 실드 2023 협력국   | 슈퍼 가루다 실드 2023 협력국 | 슈퍼 가루다 실드 2023 협력국 | 슈퍼 가루다 실드 2023 협력국 |
| 국가                           | 역할                         | 총 병력 수 (약)              | 비고 및 참고 자료            |
| ------------------------------ | ---------------------------- | ---------------------------- | ---------------------------- |
| 인도네시아                     | 참가국                       | 2,810                        | [ 55 ] [ 58 ]                |
| 미국                           | 참가국                       | 2,100                        | [ 55 ]                       |
| 오스트레일리아                 | 참가국                       | 125                          | [ 55 ] [ 54 ]                |
| 싱가포르                       | 참가국                       | 214                          | [ 55 ] [ 59 ]                |
| 일본                           | 참가국                       | 100                          | [ 55 ] [ 60 ]                |
| 영국                           | 참가국                       | –                            | [ 55 ]                       |
| 프랑스                         | 참가국                       | –                            | [ 55 ]                       |
| 틀:나라자료 브루나이Darussalam | 참관국                       | –                            | [ 55 ]                       |
| 브라질                         | 참관국                       | –                            | [ 55 ]                       |
| 캐나다                         | 참관국                       | –                            | [ 55 ]                       |
| 독일                           | 참관국                       | –                            | [ 55 ]                       |
| 인도                           | 참관국                       | –                            | [ 55 ]                       |
| 말레이시아                     | 참관국                       | –                            | [ 55 ]                       |
| 네덜란드                       | 참관국                       | –                            | [ 55 ]                       |
| 뉴질랜드                       | 참관국                       | –                            | [ 55 ]                       |
| 파푸아뉴기니                   | 참관국                       | –                            | [ 55 ]                       |
| 필리핀                         | 참관국                       | –                            | [ 55 ]                       |
| 대한민국                       | 참관국                       | –                            | [ 55 ]                       |
| 틀:나라자료 Timor Leste        | 참관국                       | –                            | [ 55 ]                       |

## 슈퍼 가루다 실드 2024

2024년 8월 26일 인도네시아 동자와주 주안다 국제공항에 위치한 인도네시아 군사 기지에서 슈퍼 가루다 실드 2024 개막식 후 다국적 병사들이 단체 사진을 찍고 있다.

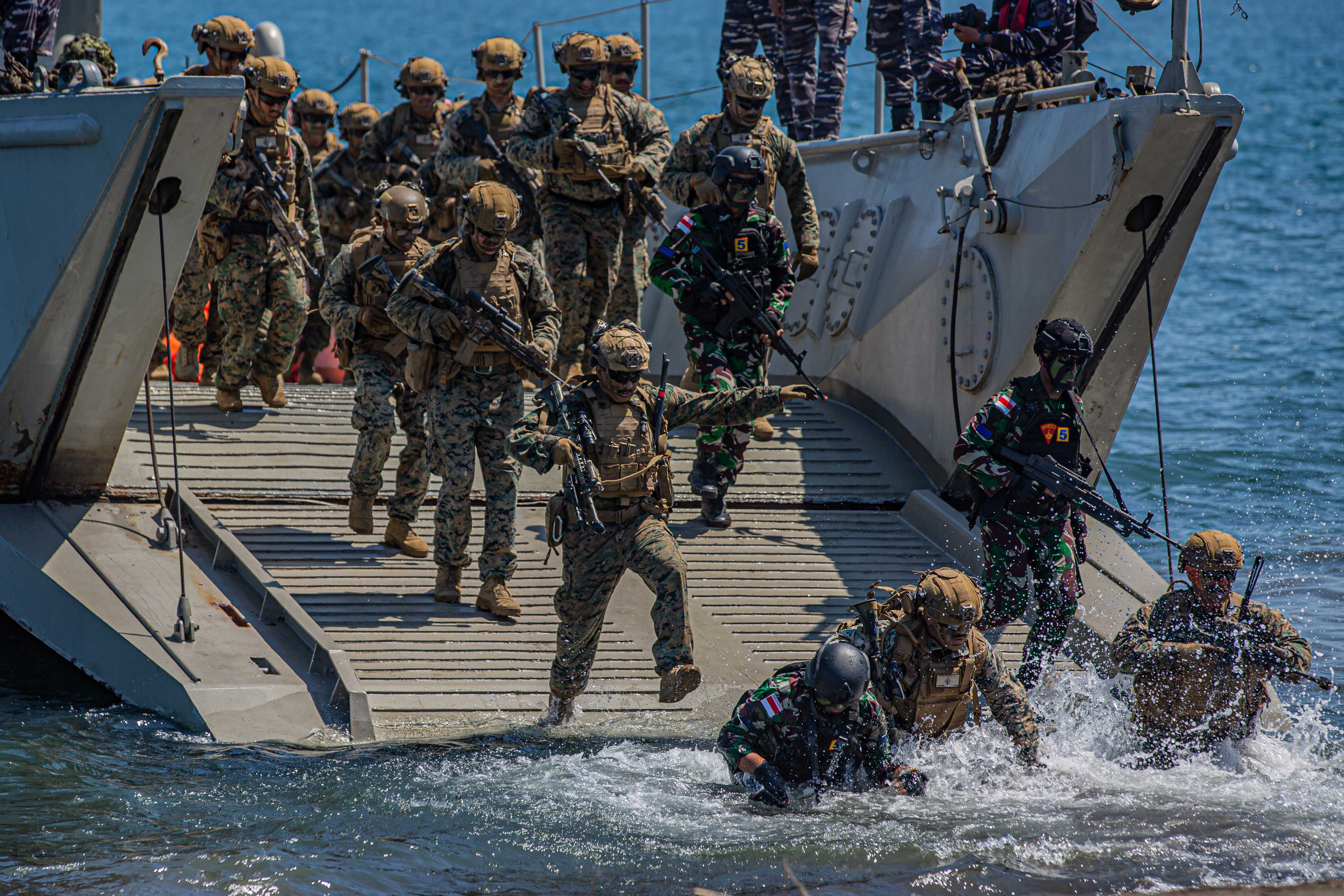
2024년 9월 5일 인도네시아 바농안 인근에서 슈퍼 가루다 실드 2024 훈련의 일환으로 미 해병대와 인도네시아 해병대가 상륙 돌격 훈련에 참가하고 있다.

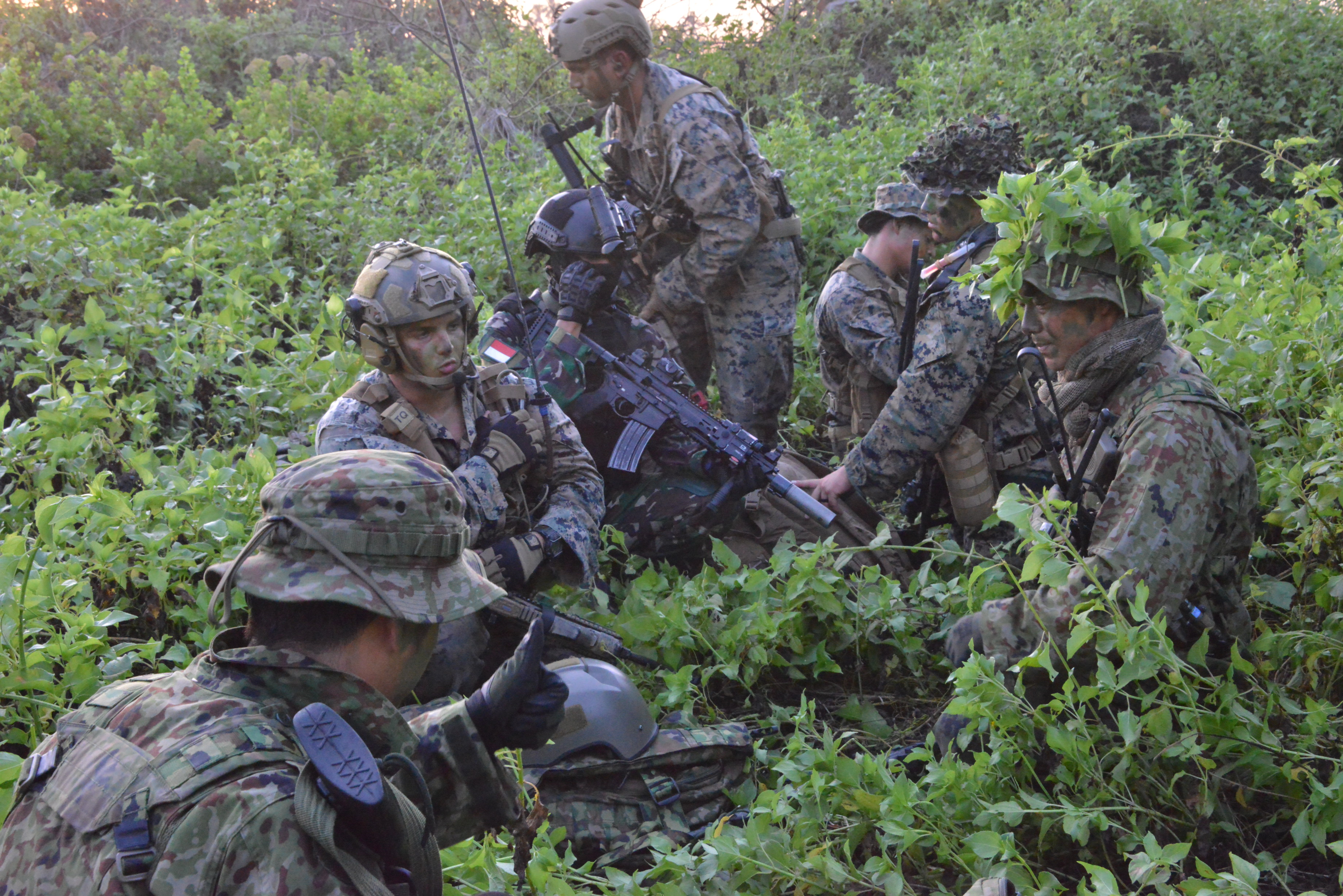
미 해병대, 인도네시아 해병대, 일본 육상자위대(JGSDF) 수륙양용신속전개여단 수색중대 소속 병사들이 슈퍼 가루다 실드 2024 훈련 중 상륙 돌격을 실시했다.

미국과 인도네시아군은 2024년 8월 26일 인도네시아 동자와주 수라바야 주안다 해군 공군 기지에 위치한 인도네시아 군사 기지에서 개막식을 시작으로 2024 슈퍼 가루다 실드 훈련을 공식적으로 시작했다.
훈련에는 미국 인도-태평양 사령부 사령관 새뮤얼 J. 파파로 해군 대장, 인도네시아군 총사령관 아구스 수비안토 육군 대장, 주 인도네시아 미국 대사 카말라 S. 라크디르를 포함한 다른 고위 정부 및 군사 지도자들이 참석했다.
슈퍼 가루다 실드 2024(SGS24) 다국적 훈련은 2024년 8월 26일부터 2024년 9월 6일까지 시투본도, 카라왕, 바투라자의 세 주요 장소에서 협력국들에 의해 개최되었다. 미국, 인도네시아, 오스트레일리아, 캐나다, 프랑스, 일본, 싱가포르, 대한민국, 영국, 뉴질랜드에서 온 병사들이 훈련에 참가했으며, 브라질, 브루나이, 피지, 독일, 인도, 말레이시아, 네덜란드, 파푸아뉴기니, 필리핀, 사우디아라비아, 태국, 바누아투에서 온 참관국들도 참가했다. 모든 국가의 총 참가 병력은 약 6,946명이다.
훈련에는 다양한 군사 활동이 포함되었다: 연합 참모 훈련(STAFFEX), 사이버 훈련(CYBEREX), 전문가 교환(SMEE), 공수 작전(Airborne Ops), 화물 운송 시스템(Cargo Delivery System), 연합 공습(Joint Strike), 정글 야전 훈련, 특수 작전 부대, 상륙 작전, 공병 민간 활동 프로그램(ENCAP), 연합군 리허설(CAR), 그리고 연합군 실사격 훈련(CALFEX) 등이 있다. 지상 공격이 포함된 최고조의 훈련은 인도네시아 동자와주 시투본도 발루란의 제5해병 전투 훈련 센터(Puslatpurmar 5)에서 진행되었다.
또한 훈련에는 공수 낙하, 공수 작전 및 기타 다양한 훈련 내용이 포함되었으며, 이는 인도네시아 남수마트라주 오간 코메링 울루 바투라자 전투 훈련 센터(Puslatpur Baturaja)의 낙하 지점(DZ)에서도 진행되었다.
| 슈퍼 가루다 실드 2024 협력국   | 슈퍼 가루다 실드 2024 협력국 | 슈퍼 가루다 실드 2024 협력국 | 슈퍼 가루다 실드 2024 협력국 |
| 국가                           | 역할                         | 총 병력 수 (약)              | 비고 및 참고 자료            |
| ------------------------------ | ---------------------------- | ---------------------------- | ---------------------------- |
| 인도네시아                     | 참가국                       | 4,732                        | [ 65 ] [ 76 ]                |
| 미국                           | 참가국                       | 2,500                        | [ 65 ] [ 61 ]                |
| 싱가포르                       | 참가국                       | 220                          | [ 65 ] [ 77 ]                |
| 오스트레일리아                 | 참가국                       | 140                          | [ 65 ] [ 77 ]                |
| 일본                           | 참가국                       | 280                          | [ 65 ] [ 77 ]                |
| 캐나다                         | 참가국                       | –                            | [ 65 ]                       |
| 프랑스                         | 참가국                       | –                            | [ 65 ]                       |
| 영국                           | 참가국                       | 44                           | [ 65 ] [ 78 ]                |
| 뉴질랜드                       | 참가국                       | –                            | [ 65 ]                       |
| 대한민국                       | 참가국                       | –                            | [ 65 ]                       |
| 브라질                         | 참관국                       | –                            | [ 65 ]                       |
| 틀:나라자료 브루나이Darussalam | 참관국                       | –                            | [ 65 ]                       |
| 피지                           | 참관국                       | –                            | [ 65 ]                       |
| 독일                           | 참관국                       | –                            | [ 65 ]                       |
| 인도                           | 참관국                       | –                            | [ 65 ]                       |
| 말레이시아                     | 참관국                       | –                            | [ 65 ]                       |
| 네덜란드                       | 참관국                       | –                            | [ 65 ]                       |
| 파푸아뉴기니                   | 참관국                       | –                            | [ 65 ]                       |
| 필리핀                         | 참관국                       | –                            | [ 65 ]                       |
| 사우디 아라비아                | 참관국                       | –                            | [ 65 ]                       |
| 타이                           | 참관국                       | –                            | [ 65 ]                       |
| 바누아투                       | 참관국                       | –                            | [ 65 ]                       |

## 슈퍼 가루다 실드 2025
인도네시아군(TNI)은 슈퍼 가루다 실드 2025 준비의 마지막 단계에 있다. SGS25에는 미국, 영국, 오스트레일리아, 일본, 대한민국, 프랑스, 캐나다, 독일, 네덜란드, 브라질, 인도, 싱가포르, 뉴질랜드, 캄보디아, 파푸아뉴기니 등 병력 기여국 및 참관국을 포함하여 15개국이 참여할 예정이다.
| 슈퍼 가루다 실드 2025 협력국 | 슈퍼 가루다 실드 2025 협력국 | 슈퍼 가루다 실드 2025 협력국 | 슈퍼 가루다 실드 2025 협력국 |
| 국가                         | 역할                         | 총 병력 수 (약)              | 비고 및 참고 자료            |
| ---------------------------- | ---------------------------- | ---------------------------- | ---------------------------- |
| 인도네시아                   | 참가국                       | 틀:Tbd                       |                              |
| 미국                         | 참가국                       | 틀:Tbd                       |                              |
| 틀:Tbd                       | 틀:Tbd                       | 틀:Tbd                       |                              |
| 틀:Tbd                       | 틀:Tbd                       | 틀:Tbd                       |                              |
| 틀:Tbd                       | 틀:Tbd                       | 틀:Tbd                       |                              |
| 틀:Tbd                       | 틀:Tbd                       | 틀:Tbd                       |                              |
| 틀:Tbd                       | 틀:Tbd                       | 틀:Tbd                       |                              |
| 틀:Tbd                       | 틀:Tbd                       | 틀:Tbd                       |                              |
| 틀:Tbd                       | 틀:Tbd                       | 틀:Tbd                       |                              |
| 틀:Tbd                       | 틀:Tbd                       | 틀:Tbd                       |                              |
| 틀:Tbd                       | 틀:Tbd                       | 틀:Tbd                       |                              |
| 틀:Tbd                       | 틀:Tbd                       | 틀:Tbd                       |                              |
| 틀:Tbd                       | 틀:Tbd                       | 틀:Tbd                       |                              |
| 틀:Tbd                       | 틀:Tbd                       | 틀:Tbd                       |                              |
| 틀:Tbd                       | 틀:Tbd                       | 틀:Tbd                       |                              |

## 같이 보기
- 환태평양 합동 연습
- 코모도 훈련
- 케리스 마렉스